# Oplismenus
Oplismenus is een geslacht uit de grassenfamilie (Poaceae). De soorten van dit geslacht komen voor in delen van de hele wereld.